# Gran Bretagna
La Gran Bretagna (in inglese Great Britain o più familiarmente Britain; in scots Great Breetain; in gaelico scozzese Breatainn Mhór; in gallese Prydain Fawr; in cornico Breten Veur; in italiano, anticamente, Britannia e Albione) è un'isola europea dell'oceano Atlantico situata a nordovest dell'Europa continentale.
Si sviluppa per circa 900 km in direzione nord-sud e presenta un'estensione massima di circa 460 km in direzione est-ovest; la sua distanza minima dal continente, da cui è separata dal canale della Manica, è di 34 km  presso lo stretto di Dover, che divide l'isola dalla Francia.
Con una superficie di 229,850 km² è l'isola più grande d'Europa e la nona più estesa del mondo, nonché la maggiore dell'arcipelago britannico che comprende, oltre all'isola d'Irlanda, la seconda più estesa del gruppo, anche l'isola di Man e altre isole e arcipelaghi minori. Amministrativamente l'isola di Gran Bretagna appartiene al Regno Unito e il suo territorio è diviso fra tre delle sue quattro nazioni costitutive: la Scozia nella parte settentrionale, l'Inghilterra in quella centromeridionale e il Galles, che si affaccia sul mare d'Irlanda, in quella centro-occidentale.
Dal punto di vista puramente geografico il termine Gran Bretagna designa sia l'isola principale sia quelle che la circondano . Dal punto di vista politico, il termine è a volte usato  con riferimento a tutto il Regno Unito; ed è usato specialmente, in ambito sportivo, per indicare le rappresentative e le squadre del Regno Unito.

## Origini e nomenclatura
Nei secoli la Gran Bretagna si è evoluta politicamente da diversi Stati indipendenti, passando attraverso due regni con un singolo monarca , un singolo Regno di Gran Bretagna, fino alla situazione attuale, a partire dal 1801, nel quale la Gran Bretagna assieme all'Irlanda del Nord compone il Regno Unito, cui viene spesso erroneamente riferito il nome "Gran Bretagna" o semplicemente "Inghilterra".

## Due regni per una monarchia
Il termine Gran Bretagna venne inizialmente usato in modo diffuso durante il regno di re Giacomo VI di Scozia, I d'Inghilterra per descrivere l'isola sulla quale coesistevano due regni governati dallo stesso monarca. Anche se Inghilterra e Scozia rimanevano legalmente in esistenza come due Stati separati con i rispettivi parlamenti, collettivamente venivano indicati come Gran Bretagna.
Nel 1707, un Atto di Unione unì assieme i due Stati. L'Atto usava due differenti termini per descrivere il nuovo Stato insulare, un "Regno unito" e il "Regno di Gran Bretagna". Il primo termine viene generalmente, anche se non universalmente, visto come una descrizione dell'unione piuttosto che come il suo nome. Molti libri di testo descrivono il regno di tutta l'isola, che esistette tra il 1707 e il 1800 come il Regno di Gran Bretagna.
Nel 1801, sotto il nuovo Atto di unione questo regno si fuse con il Regno d'Irlanda, sul quale il monarca di Gran Bretagna aveva regnato. Il nuovo regno veniva chiamato, in maniera non ambigua, Regno Unito di Gran Bretagna e Irlanda. Nel 1922, ventisei delle trentadue contee irlandesi si separarono per formare lo Stato Libero d'Irlanda. Il regno così troncato è ora conosciuto come Regno Unito di Gran Bretagna e Irlanda del Nord, che ora include anche un numero di territori d'Oltremare.
Spesso i termini si riferiscono all'intero Regno Unito o ai suoi predecessori, o a istituzioni ad esso associate, e non solo alla Gran Bretagna. Ad esempio, i monarchi del Regno Unito sono spesso chiamati "monarchi britannici", il Primo ministro del Regno Unito diventa il "Primo ministro britannico". Tale uso è generalmente ritenuto corretto. Comunque il termine inglese per britannico, come in "Regina d'Inghilterra" è chiaramente sbagliato; l'Inghilterra, nel senso di uno Stato separato, non esiste dal 1707.
Il termine isole del Nord Atlantico o IONA è stato usato recentemente per le Isole britanniche. Venne coniato come termine neutrale da usare nel tentativo di trovare l'accordo su Isole britanniche.

## Perché "Gran"Bretagnainvece che Britannia?
In realtà esistono due Bretagne: l'isola di Gran Bretagna, nell'arcipelago britannico, e la regione/penisola di Bretagna in Francia. Gli antichi Romani nominarono come Britannia l'isola, mentre quella regione della Gallia era da loro conosciuta come Armorica. In Francia sono conosciute come la Grande-Bretagne e Bretagne, in inglese come Great Britain e Brittany, dove great significa appunto "grande", mentre la y finale di Brittany va intesa come diminutivo e significa "piccolo". Questa doppia e contraddittoria nomenclatura si deve al Medioevo.
Il primo motivo fu dovuto alle invasioni dell'Isola di Britannia da parte degli Anglo-Sassoni, nel V secolo, che provocò la fuga di numerosi Britanni oltre la Manica, e che in larga parte si rifugiarono nella regione attuale, appunto di Bretagna, affine a loro dal punto di vista etnico e che per loro divenne la "Piccola Britannia". Altra causa storica medievale si fa inoltre risalire a quando i sovrani d'Inghilterra, tra il X e il XV secolo, possedettero vaste zone territoriali in Francia (la Bretagna appunto, ma anche Normandia, Aquitania, Angiò ecc.). Dopo la guerra dei cent'anni, i due Paesi si scissero definitivamente, ma la Corona inglese continuò a rivendicare dei diritti su quella francese.

## Gran Bretagna o Regno Unito?
Gran Bretagna è semplicemente il nome dell’isola, con una valenza esclusivamente geografica. È anche l’isola più grande di tutto l’arcipelago britannico.
Gran Bretagna è il nome comunemente usato come sinonimo del paese chiamato Regno Unito, che è infatti errato, perché il Regno Unito con la denominazione politica del Regno comprende l'Irlanda del Nord (con capitale Belfast), congiuntamente con le tre altre nazioni d'Inghilterra (con capitale Londra), di Scozia (con capitale Edimburgo), e di Galles (con capitale Cardiff) che formano l’isola di Gran Bretagna, con l'addizione d'altre isole, come le Isole Ebridi, le Isole Orcadi, le Isole Shetland, l'Isola di Wight e le Isole Scilly.